# Ficus tarennifolia
Ficus tarennifolia là một loài thực vật có hoa trong họ Moraceae. Loài này được Corner mô tả khoa học đầu tiên năm 1960.